# Раш, Олив
Олив Раш (10 июня 1873 — 20 августа 1966) — американская художница.

## Биография
Олив Раш родилась в 1873 году в семье квакеров. В 17 лет переехала в Вашингтон, где стала учиться в Художественной школе Коркоран. В 1894 году поступила в Лигу студентов-художников Нью-Йорка. В 1904 году стала ученицей Говарда Пайла в Уилмингтоне. В 1910 году уехала в Париж, где начала посещать уроки Ричарда Миллера. Затем училась у Эдмунда Тарбелла и Уильяма Пэкстона в Школе Бостонского музея изящных искусств. В 1913 году провела лето в Европе с однокурсницей Алисой Шилле, а после снова поселилась в Нью-Йорке. В 1914 году провела персональную выставку в Губернаторском дворце в Санта-Фе. В 1918 году вернулась в Индиану к семье, где арендовала студию, в которой выполняла портретные заказы, особенно портреты детей, и рисовала фрески. В 1920 году навсегда переехала в Санта-Фе.